# ماري أليس جونز
ماري أليس جونز (بالإنجليزية: Mary Alice Jones)‏ هي كاتِبة وكاتبة للأطفال أمريكية، (ولدت في دالاس في الولايات المتحدة 1898 – 1980 م).